# École Brassart
L'école Brassart est une école privée française d'arts graphiques créée en 1949 à Tours. En 2019, elle est intégrée au groupe EDH. Elle est l'une des 28 formations reconnues du Réseau des écoles françaises de cinéma d’animation (RECA).
L'école porte le nom de son fondateur, René Brassart et dispense un enseignement supérieur dans le domaine de la communication visuelle. Ses écoles historiques se situent à Tours (où elle fut fondée), Nantes, Caen et Bordeaux (ESMI). Elle a ouvert l'Académie Brassart-Delcourt en partenariat avec l'éditeur Delcourt pour l'enseignement de la bande dessinée à Paris.
En 2019, le groupe EDH rachète également les écoles Ariès, renommées en écoles Brassart, étendant sa présence dans de nouvelles villes : Aix-en-Provence, Annecy, Grenoble, Lille, Lyon, Montpellier, Strasbourg et Toulouse. Ces nouveaux campus permettent au groupe de diversifier son activité dans les domaines de la conception 3D, des effets spéciaux, du jeu vidéo et de l'animation.
L'ambition affichée du groupe EDH, via son président Amin Khiari, est que Brassart devienne « un champion national de la formation aux métiers du design graphique et de la création digitale en France ».

## Historique
Originaire du Nord, René Brassart, peintre décorateur et pédagogue humaniste, ancien professeur à l'école supérieure Tessier de Tours (aujourd'hui disparue) avec laquelle il est en désaccord, ouvre d'abord dans cette ville, en 1949, un cours concurrent de peintre décorateur, spécialisé dans les enseignes peintes et le décor d'imitation du bois et du marbre. Afin d'accompagner l'apparition des débuts de la "réclame", vient s'y adjoindre un cours de dessin publicitaire en 1955 qui, progressivement, supplante puis éliminera le cours fondateur, compte tenu de l'éclosion des différents métiers graphiques liés à la publicité et de l'élévation du niveau des élèves qui suivaient ce cours.
C'est cette formation qui ne cessera d'évoluer au fil des années, des progrès techniques, de l'informatique et du développement des professions de la communication et de leurs besoins.

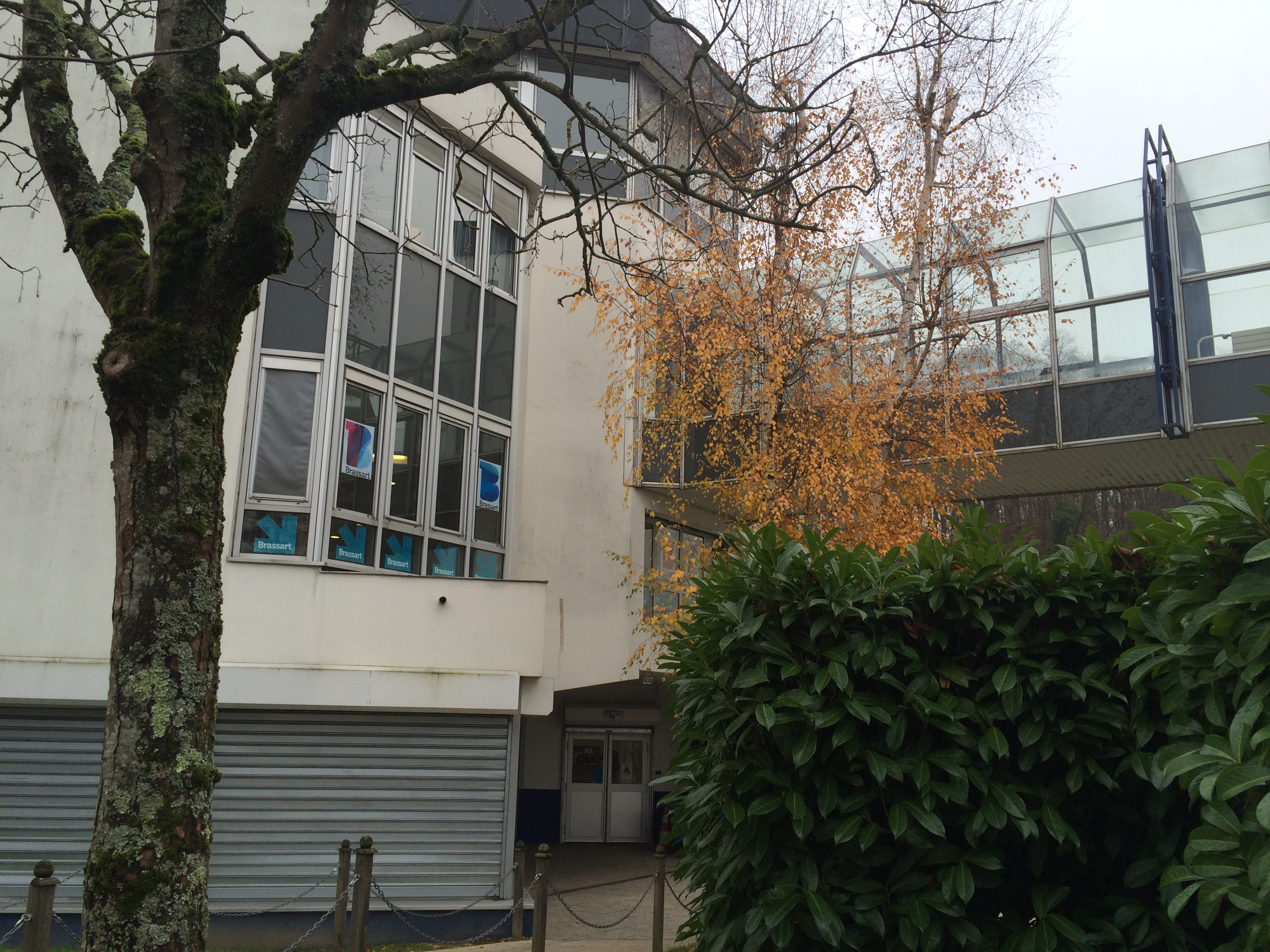
Tours : Nouveaux locaux de l'école (flanc nord).

Initialement, l'enseignement du dessin publicitaire comporte l'apprentissage des techniques du dessin académique, de l'affiche, de l'annonce, des maquettes (PLV ou stand), de la théorie publicitaire, ainsi que la connaissance du milieu. C'est le temps du tire-ligne et des lettres dessinées à la main. L'enseignement, qui s'étale déjà sur trois ans, comprend aussi une part importante de culture générale, notamment assez approfondie en histoire de l'art (époques, styles architecturaux, mobilier, sculpture et peinture). Mais à cette époque, la publicité était mal reconnue et la formation ne débouchait que sur un "CAP de Dessinateur d'Art - mention publicité" ; cet examen, organisé successivement par les Académies de Dijon puis de Strasbourg, était proposé aux étudiants tourangeaux. Dans les années 1970, ce diplôme fut supprimé par l'éducation nationale et remplacé par un "Cap de dessinateur d'exécution en publicité" délivré par l'académie d'Orléans.

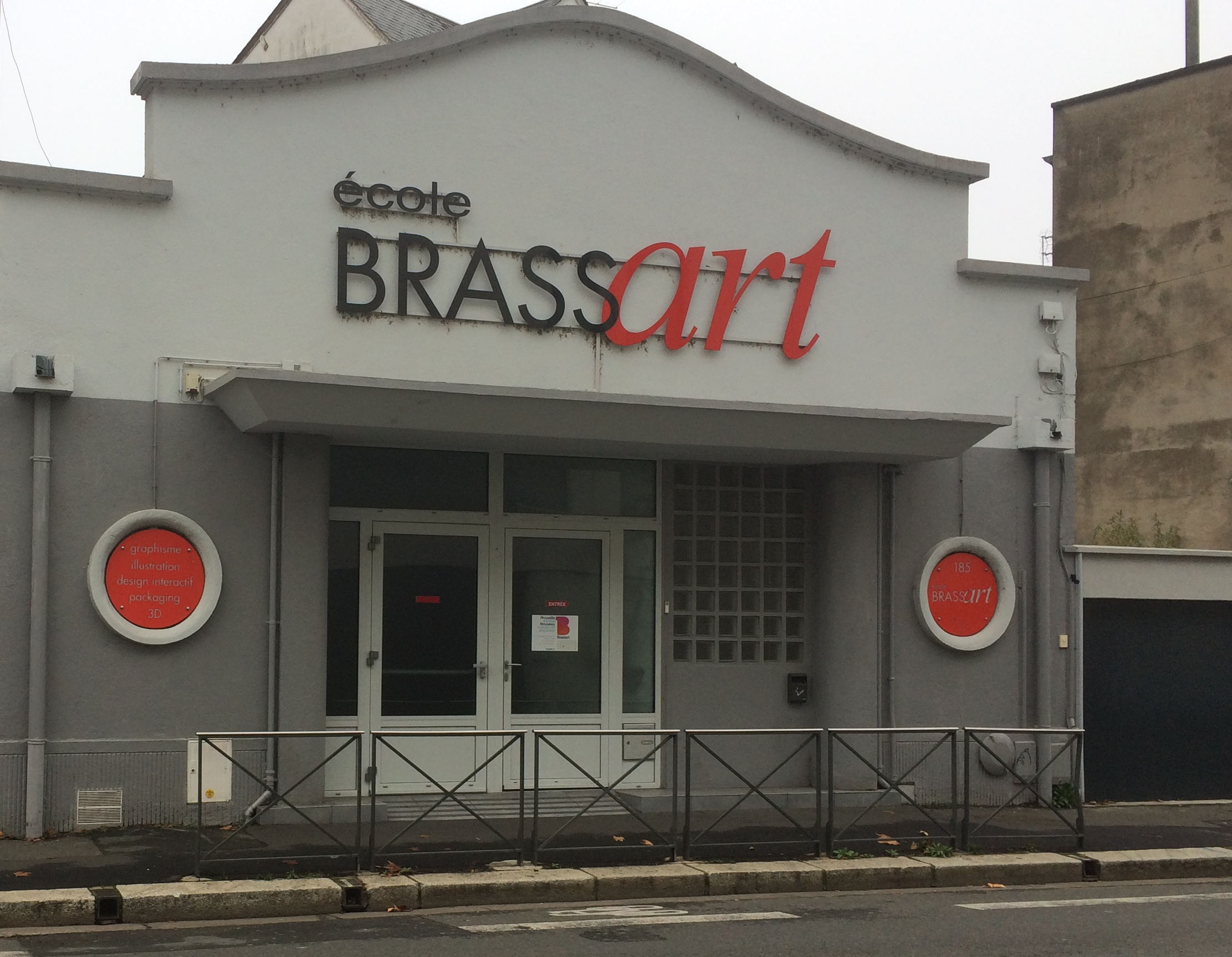
Tours : Ancien siège de l'école Brassart depuis 1967 (bvd J. Royer) où sont désormais dispensées des formations spécialisées.

À partir de cette époque, le cours s'orientera successivement vers l'illustration et l'infographie pour s'élargir à la communication visuelle sous toutes ses formes (graphique, plastique et virtuelle) en utilisant les divers moyens possibles, notamment numériques (cinéma, photo, vidéo, animation, 3D, etc.), ainsi qu'à la conception de projet global. Jean-Pierre Brassart qui imagine un nouveau logo pour l'école « Brass'ART » est à l'initiative de la création de diplômes en relation avec l'évolution de l'école et la profession. Ainsi, la formation débouchera à partir en 1993 sur un titre de "Technicien en communication visuelle" (niveau 4) et un titre de "Technicien supérieur en communication visuelle" (BTS - niveau 3). En 2004, grâce à un partenariat avec l'université François-Rabelais de Tours, les étudiants de l'école peuvent préparer une Licence professionnelle en communication visuelle (niveau 2). Aujourd'hui les étudiants obtiennent le titre de "Designer graphique et multimédia" (niveau 2 = Bac+3). Eric Olivier diversifie l'offre de formation, l'école proposant désormais d'autres diplômes spécialisés (création digitale, webmaster, concepteur 3D VFX) et diverses formations (direction artistique, packaging, croquis, typographie, etc.), s'ouvrant aussi aux parcours personnalisés de formation professionnelle et de VAE.
L'école qui s'est, du temps ou ultérieurement à la disparition de son fondateur (1997), implantée également à Nantes (1985) puis Caen et Bordeaux (ESMI) (2006), a successivement été dirigée par René Brassart dont elle tire le nom, par Jean-Pierre Brassart son fils, et par Betty Chivard une ancienne élève. Lors du rachat de l'école en 2003, par Reginald de Guillebon entrepreneur des médias (Hildegarde, Paris College of Art, Le Film français, etc.) et Bernard Deyriès ancien élève puis enseignant, ce dernier prend en charge la gérance de l'école et étend celle-ci en dehors de ses frontières tourangelles. Faisant valoir ses droits à la retraite en 2009, il est lui-même remplacé par Éric Olivier, également ancien élève diplômé en 1992, à la direction générale, puis en tant que directeur pédagogique des écoles du groupe, tandis qu'en 2013, l'entrepreneur des médias Michel Kubler (KHWA) rachète la totalité du groupe Brassart et en prend la direction générale. En octobre 2014 s'ouvre à Paris l'Académie de bande dessinée Brassart-Delcourt (ABD) à l'initiative de Grégoire Seguin, directeur de Bédélire, un magasin spécialisé situé rue du Commerce à Tours, lié aux éditions Delcourt, dont le fondateur fut lui-même lié à Bernard Deyriès. Les premiers parrains en sont successivement Zep (1°), Arthur de Pins (2°) puis Jean-Louis Mourier (5°), etc.
Très à l'étroit dans ses locaux tourangeaux qu'elle occupe depuis 1967 boulevard Jean Royer (anc. Thiers), après s'être initialement située rue de la Préfecture à sa création, l'école fut concernée en 2012 par le projet d'un Pôle international d’enseignement des arts prévu pour la reconversion du site Mame à Tours pour y déménager. Mais ce projet jugé d'un coût exorbitant par l'école ainsi que d'autres furent abandonnés. Finalement l'école s'installe sur le site de l'Escem, quartier des Fontaines, à la rentrée 2015-2016. L'école triple ainsi sa surface, d'autant qu'elle conserve en sus les 480 m² de son siège historique pour envisager un nouveau projet pédagogique,. Cela devrait lui permettre d’augmenter ses effectifs « de 30% environ », de proposer deux nouveaux enseignements spécialisés en 2016, en image de synthèse (3D) et un autre de Webmaster (localisés boulevard J. Royer), d’aménager un foyer pour étudiants et de disposer de locaux administratifs enfin adaptés. L'école en profite pour changer son logo.
L'école a compté parmi ses éminents professeurs, Jean Abadie, peintre reconnu (grand prix de New-York en 1965).

## Vie de l'école

### Organisation et offre de formation
L'école Brassart est une Société par actions simplifiée à associé unique (SASU). Son siège social est situé à Tours (deux sites : bv. J. Royer et rue Léo-Delibes). Deux autres campus existent, à Nantes (rue Lamoricière) et à Caen (rue Antoine Cavalier); sans compter l'école parisienne de bande dessinée (rue de Picpus).
Le campus de Tours est directement dirigé par Eric Olivier ; celui de Nantes par Patrice Loiret et celui de Caen par David Laurent. L'équipe pédagogique est composée de professionnels en activité ou ayant pratiqué leur métier pendant plus de dix ans, souvent anciens lauréats de l'école, et de spécialistes de leur domaine, pour les cours théoriques (histoire de l'art, technologie, communication, anglais, théorie publicitaire). Des experts extérieurs sont également sollicités.
Les étudiants sont recrutés après le baccalauréat et sur dossier. Pour le diplôme principal de Designer graphique, l'ensemble du cursus se déroule sur quatre ans (une année préparatoire et trois années de formation initiale) en cours présentiels.
L'année préparatoire : découverte des techniques artistiques classiques en vue de constituer un dossier pour préparer l'entrée à l'école Brassart ou pour se présenter aux concours des autres écoles d'art.
La première année : découverte du logotype, de la mise en page et de la typographie. La composition graphique et les matières artistiques sont affinées à travers des techniques différentes.
La deuxième année : apprentissage de l'infographie et développement de la créativité. Stage en entreprise.
La troisième année : recherches plus expérimentales en graphisme et en artistique, approfondissement de l'infographie et de la conception internet.

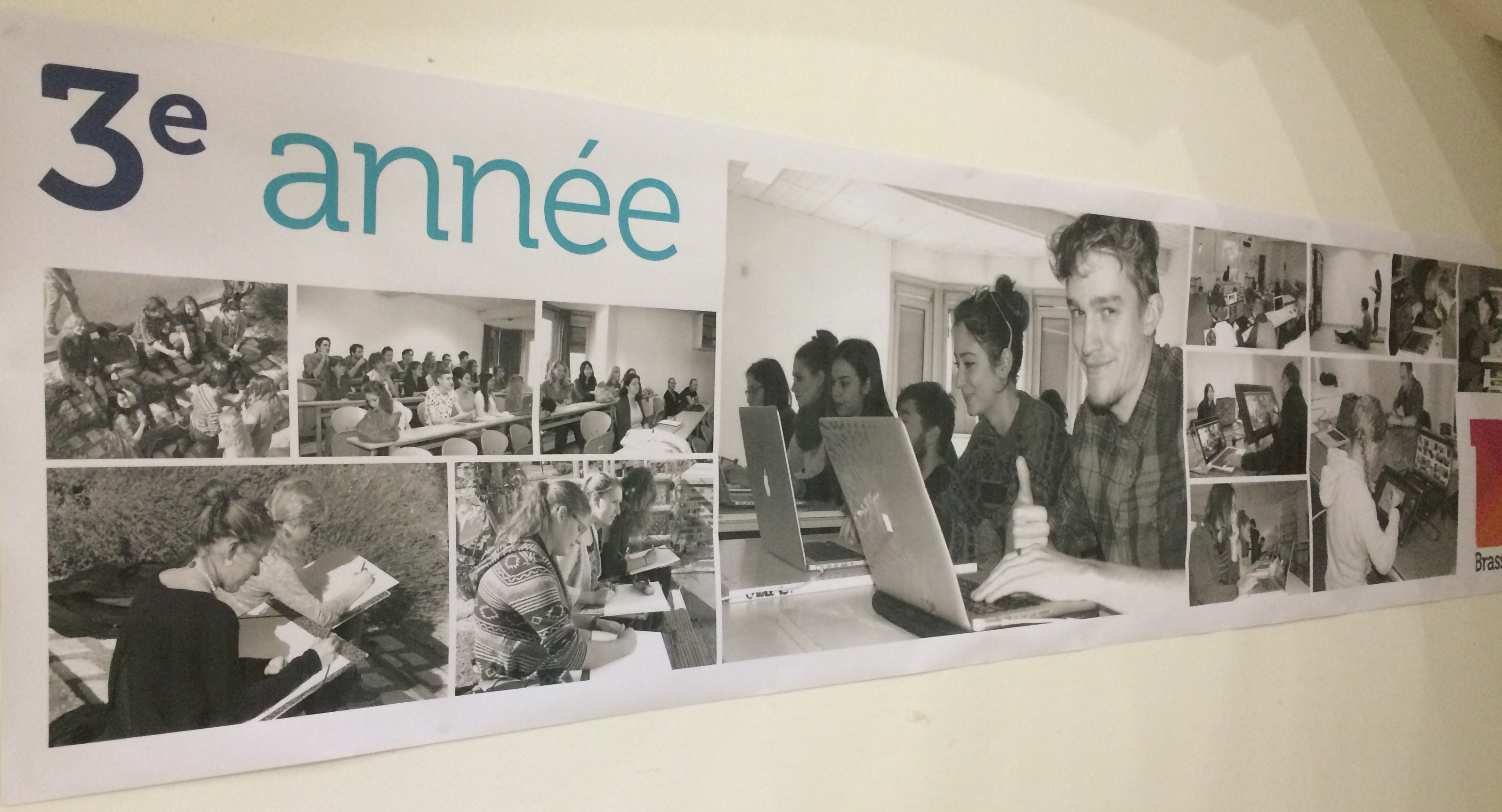
Poster de la 3e année de formation à l'école Brassart.

Chaque année permet en outre d'approfondir la communication, l’histoire de l’art, l’anglais et en 3e année, le marketing, la sociologie et du droit. La formation se conclut par une campagne publicitaire, envisagée dans sa globalité, conçue et réalisée en sept semaines par chaque étudiant (ce travail est noté par un jury composé d'une vingtaine de professionnels issus de la communication visuelle). Elle conditionne l'obtention du titre certifié CNCP de designer graphique et multimédia. Il y a environ trente à quarante-cinq diplômés par an.
L'école délivre également les diplômes certifiés CNCP de concepteur 3D VFX (trois années d'étude, niv. Bac+3) et de Webmaster (deux années d'étude, niv. Bac+2), ainsi que des diplômes d'école dont celui de créateur digital (une année d'étude).
Actuellement le groupe accueille environ 450 étudiants, dont 195 à Tours.

### Débouchés et intégration dans le milieu professionnel
Les débouchés de la formation se situent dans le domaine de la communication visuelle, notamment dans des agences et des sociétés spécialisées telles que : agences de publicité, de packaging, de publication assistée par ordinateur, de multimédia pour la conception de site web ; agences de design graphique spécialisées dans la création de logotypes et d'identité visuelle ; agences spécialisées dans l’évènementiel et dans la conception de stands ; studios spécialisés dans la création d'images en 3D ou en dessin animé pour des spots publicitaires ou des séries télévisées.
Chaque année, l'école organise des journées portes ouvertes pour promouvoir les travaux de ses étudiants en fin de cursus (Tours et Nantes), notamment dans le cadre de la campagne qu'ils ont menée pour obtenir leur diplôme (supra), et s'agissant des projets, souvent lauréats, soumis aux concours extérieurs auxquels ils participent; le concours pour la 34e édition du Festival Ciné-Jeune de l'Aisne 2016 ; le concours pour l'affiche de la Convention Tattoo à Nantes 2016; et pour des évènements ou des organismes locaux, dont les projets sont publiés,, etc.
Parfois les étudiants participent à des expériences créatives interactives comme ceux de Caen avec le « Relais d'science ». Diverses autres participations peuvent être signalées parmi lesquelles celle au CAO COMM 06 (réunion de tous les directeurs de communication de France) où une table ronde a été organisée avec les élèves et Ruedi Baur et Christian Blachas (Culture Pub et président du magazine CB New); également la réalisation du projet d'amélioration de l'accueil d'un hôpital de jour (CHU de Tours) par des élèves de 2e année de Tours ou les chevaux de cavalcade par les étudiants de Caen, etc. Sans compter le Prix de la laïcité de la République 2015 que se sont vus attribuer les étudiants de 3e année de l'école pour leurs travaux d'affiches dédiées à ce thème.

## Anciens élèves
Selon les informations que communique l'école, elle a formé plus de 5 000 étudiants exerçant dans les différents secteurs de la communication visuelle. Beaucoup d'entre eux sont directeur de leur agence à Paris et en province. Ils emploient entre cinq et dix personnes. Citons par exemple : Moswo à Nantes, Adfields (anc.Clouet Communication) et Supersoniks à Tours, CCCP à Paris, Simon & Partner à Orléans, Cohesium à Lille, Grav'Or au Mans, etc. Certains se sont démarqués en quittant le milieu, devenant éditeur ou écrivain, couturier, professeur d'université, ou cultivent leurs talents artistiques en dehors de la publicité, en tant que potier, peintre ou auteur de BD, etc.
Parmi les grands professionnels de la communication sortis de cette école : le producteur-réalisateur TV Bernard Deyriès, un certain temps professeur puis directeur de l'école, Jean Barbaud (7 d'Or pour la meilleure émission télé enfantine, illustrateur, créateur des personnages de la série télévisée Il était une fois... l'Homme et sa suite), le dessinateur de science-fiction Manchu (pour Ciel et Espace et différentes maisons d'édition), T. Rouxel, directeur du groupe Prisma Presse, Frédéric Durand (affiche pour Heineken par Publicis Paris, et spots tété, 118 218 pour l'Agence V Paris), Thierry Rabouan (bouteille d'eau d'Évian 2000, pour l'Agence Ulteam Design, Paris), Christian Jouandon (designer des marques Ikks et Oxbow), Patrice Loiret (directeur artistique de DDB Atlantique, Nantes), Sébastien Jarnot (illustrateur pour les marques Nike, Hugo Boss et l'un des derniers CD de William Sheller), Cédric Humeau (créateur de jeux vidéo pour Ubisoft Paris), Pierre Roux (roughman et story-boarder en freelance pour des agences parisiennes renommées), Karine Maigret (conceptrice en freelance de l'affiche Choisis ton casque pour la prévention routière), Lucie Beguin (création de packaging pour l'agence Landor dont elle est la directrice artistique), Christian Choquet (réalisateur et story-boarder pour la télévision et le cinéma en France et aux États-Unis), Olivier Guicheteau (directeur artistique de l'agence Team Créatif, Paris), Frédéric Resseguier (directeur artistique et réalisateur 3D de l'agence de télévision SystemtvTv) à qui l'on doit les météos de France 24 et TV5 entre autres, Jean-Marc Ardiet-Gaboyer artiste peintre de Franche comté, créateur de nombreuses affiches et trophées notamment pour "La Poste", Mael Gourmelin qui a travaillé pour Pixar et a participé au film d'animation " Les Minions", etc.